# インドにおける大麻文化

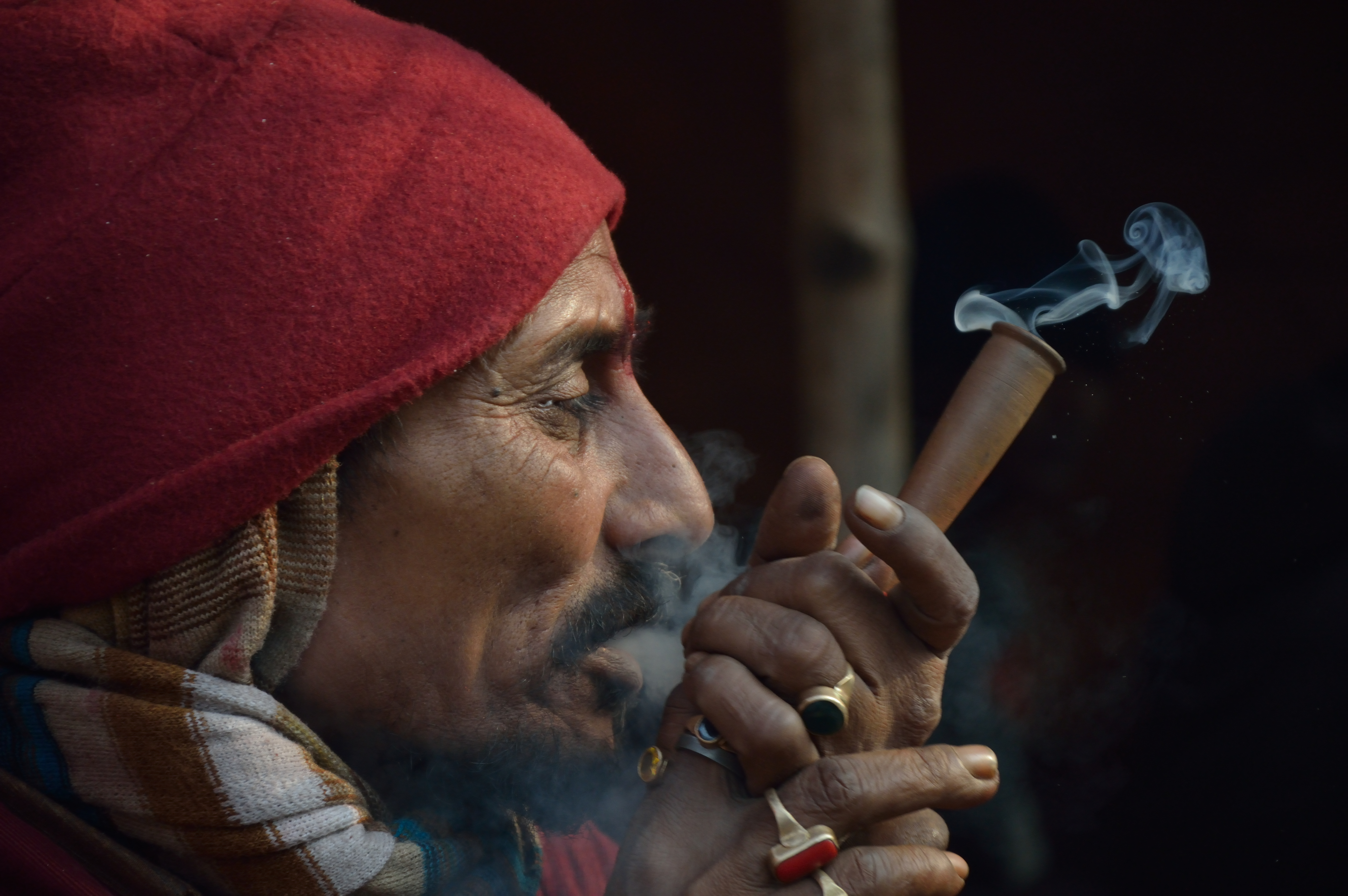
チラムを用いてガンジャを喫煙する人。コルカタ。

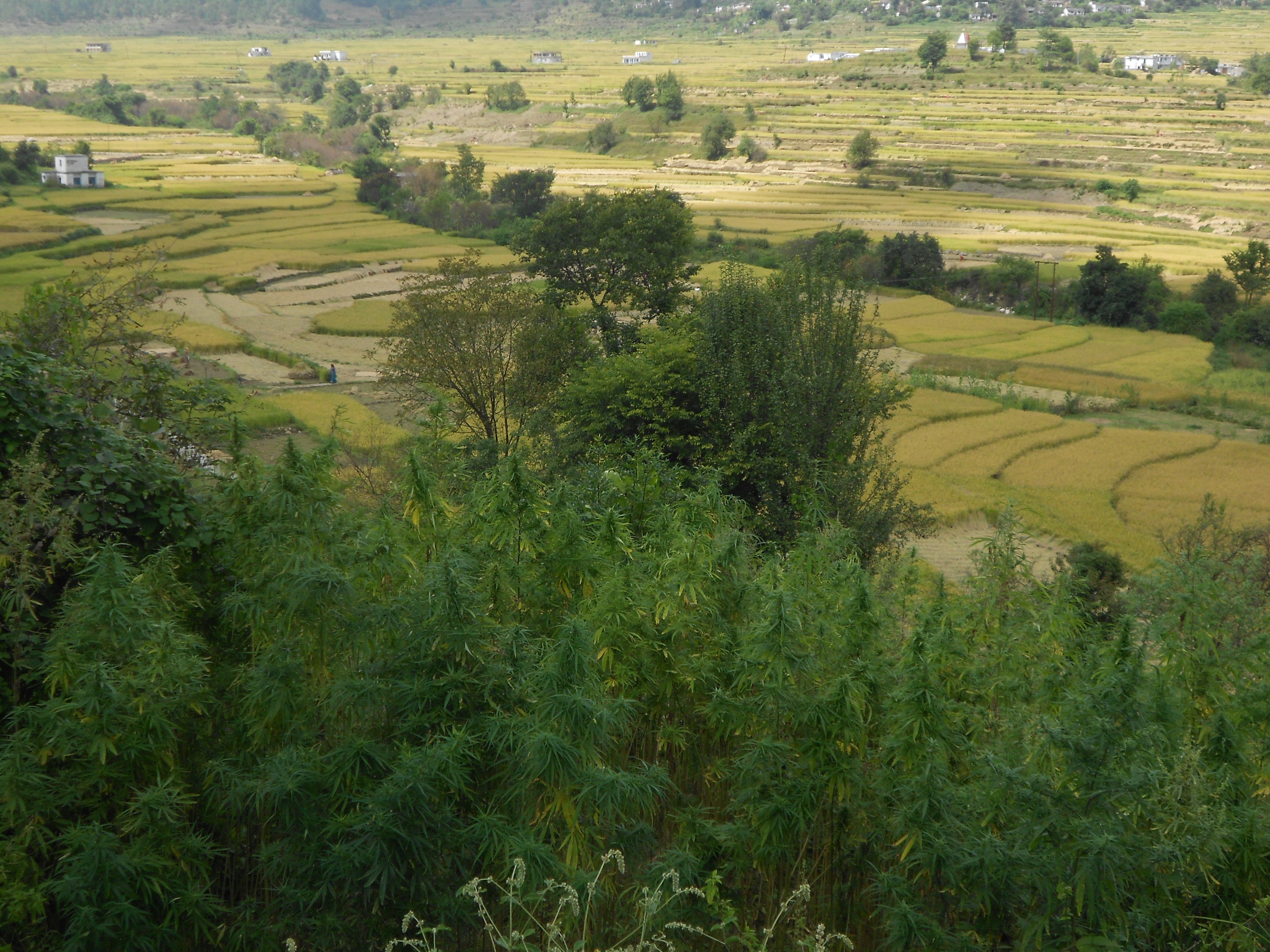
野生のアサ。ウッタラーカンド州

インドにおいて大麻は、少なくとも紀元前2000年から宗教的意義から、あるいは大麻の持つ薬効を期待して、嗜好品として様々な形で消費されてきた。インドにおける大麻文化ではこれらインドの伝統に根付く大麻の文化について概説する。なおここでは繊維としての麻は扱わない。
インド社会で大麻製品と言えば一般的にチャラス（いわゆる大麻樹脂）、ガンジャ（いわゆる乾燥大麻）、バングーの3種を指す。中でもバングーをタンダイ（乳製品）に混ぜ込んだバング・ラッシーは現代インドにおいて最もポピュラーな大麻製品である。

## 近代以前のインドにおける大麻
西暦1000年より以前からインドの文献には「バンガ（Bhanga）」についての記述が見られる。しかしこの「バンガ」が現代のバングーやその他大麻製品を指しているのかどうかという点に関してはサンスクリット学者の間でも議論が残っている。
またヴェーダ時代に語られているソーマの原料としてアサ、すなわちカンナビス・サティヴァが候補の一つとして挙げられる。リグ・ヴェーダ（前1700-前1100年）ではソーマは陶酔感をもたらす飲み物として崇められている。
アタルヴァ・ヴェーダ（前1500-前1000年）の第11巻6章15篇では「バンガ」は不安を解消する効果のある神聖な5種類の植物のうちの一つとして語られている。14世紀のヴェーダ研究者サヤナは「バンガ」を野草の一種として翻訳しているが、多くの学者はこれを大麻草であると比定している。
スシュルタ・サンヒター（英語: Sushruta Samhita）（前600年頃）は薬草としてのバンガについて記されている。それに拠ればバンガはカタル、痰、下痢に効果があるとされている。
ゲリット・ジャン・メウレンベルド（Gerrit Jan Meulenbeld）とドミニク・ウジャスチクは、議論の余地なく大麻草について触れられているインドの文献で最も早いものはヴァンガセナ（Vangasena）の著したチキツァ・サラ・サングラハ（Chikitsa-sara-sangraha、11世紀）であるとしている。ヴァンガセナは「バンガ」の持つ食欲増進、消化促進効果について触れており、長生きと幸福の秘訣であるとしている。同時期にナラヤン・サルマ（Narayan Sarma）によって記されたタンヴァンタリヤ・ニガンツ（Dhanvantariya Nighantu）ではバンガの催眠作用について触れられている。
ナーガルジュナ（Nagarjuna）のヨガラトナマラ（Yogaratnamala、12-13世紀）では大麻草（mdtuldni）の煙を使用すれば、敵にまるで精霊にとりつかれたような感覚を与えることができるとしている。シャルンガダラ・サンヒター（Sharngadhara Samhita、13世紀）では大麻草の薬効が述べられており、ケシとともに即効性のある薬の一つとされている。またダヌヴァンタリ・ニガンツ（Dhanvantari Nighantu）、サルンガンダラ・サンヒター（Sarngandhara Samhita）、カヤデヴァ・ニガンツ（Kayyadeva Nighantu）などにも大麻草に関する記述がある。
アーユルヴェーダでは様々な鎮痛剤、催淫剤の材料のとして大麻草が用いられている。しかし使用される大麻草は極少量に限られており、大量の摂取、長期に渡る摂取は依存を招くとしている。またタバコよりも肺や肝臓を痛める可能性があるとする文献も存在するが、喫煙による摂取方法は後のアーユルヴェーダからは見られなくなる。
ヒンドゥー教の神であるシヴァの好きな食べ物が大麻草であるとされる。神話ではシヴァはアサの下で一晩眠り、翌朝目覚ましにそれを口にして以来、好物になったと語られている。また別の言い伝えではシヴァが乳海攪拌にて猛毒ハーラーハラを飲み込んだ際に解毒鎮痛に使われたのがバングーであったとされている。シヴァ・プラーナでは夏季の3ヶ月間は毎日シヴァ・リンガにバングーを捧げるようにすすめている。
多くのアーユルヴェーダの文献では大麻草はヴィジャヤ（vijaya）という語で扱われる。一方でタントラではサンヴィド（samvid）という語が用いられる。

## 現代インドでの大麻

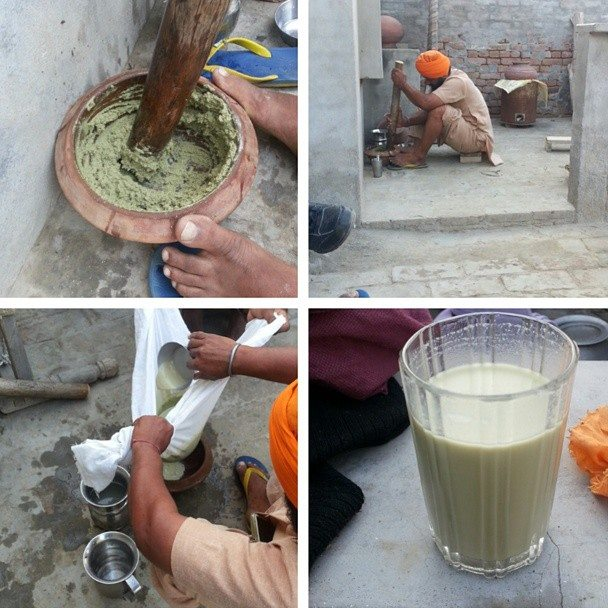
バングーを作るシク教徒。

現代のインドでも大麻はバングーとして一般的である。これはタンダイと混ぜあわされ、ミルクシェイクのような飲み物として消費される。バングーはシヴァ神へのプラサード（お供え物）として用いられ、マハー・シヴァラートリー（シヴァの祭り）やホーリー祭ではお供え物や飲用として広く消費されている。シク教でも、特にホラ・モハラ（英語: Hola Mohalla）（シクの祭り）の期間中などにはシクの聖職、ニハング（英語: Nihang）によって消費される。インドのスーフィー（イスラム神秘主義者）は聖人カディール（英語: Khidr）の霊が大麻草に宿ると考えており、彼らもまた宗教的な意味からバングーを消費する。
オディーシャ州では大麻の摂取は合法であり、人々がチラムを用いて喫煙する様子を伺うことができる。
バングーが明確に違法化されているアッサム州でさえアムブバチ・メーラ（Ambubachi Mela、祭り）の期間中は数千の人々によってバングーが消費される。2015年には警察はバングーを消費してる信者たちを一切咎めなかったにもかかわらず、公共の場でタバコを吸っていた2人に罰金を課している。これは紙タバコ及びタバコ製品法により禁じられている行為である。
国連薬物犯罪事務所（UNODC）によれば2000年時点で、インドでの大麻による薬物乱用者数の占める割合は全体の3.2パーセントであった。

## 法的な扱い

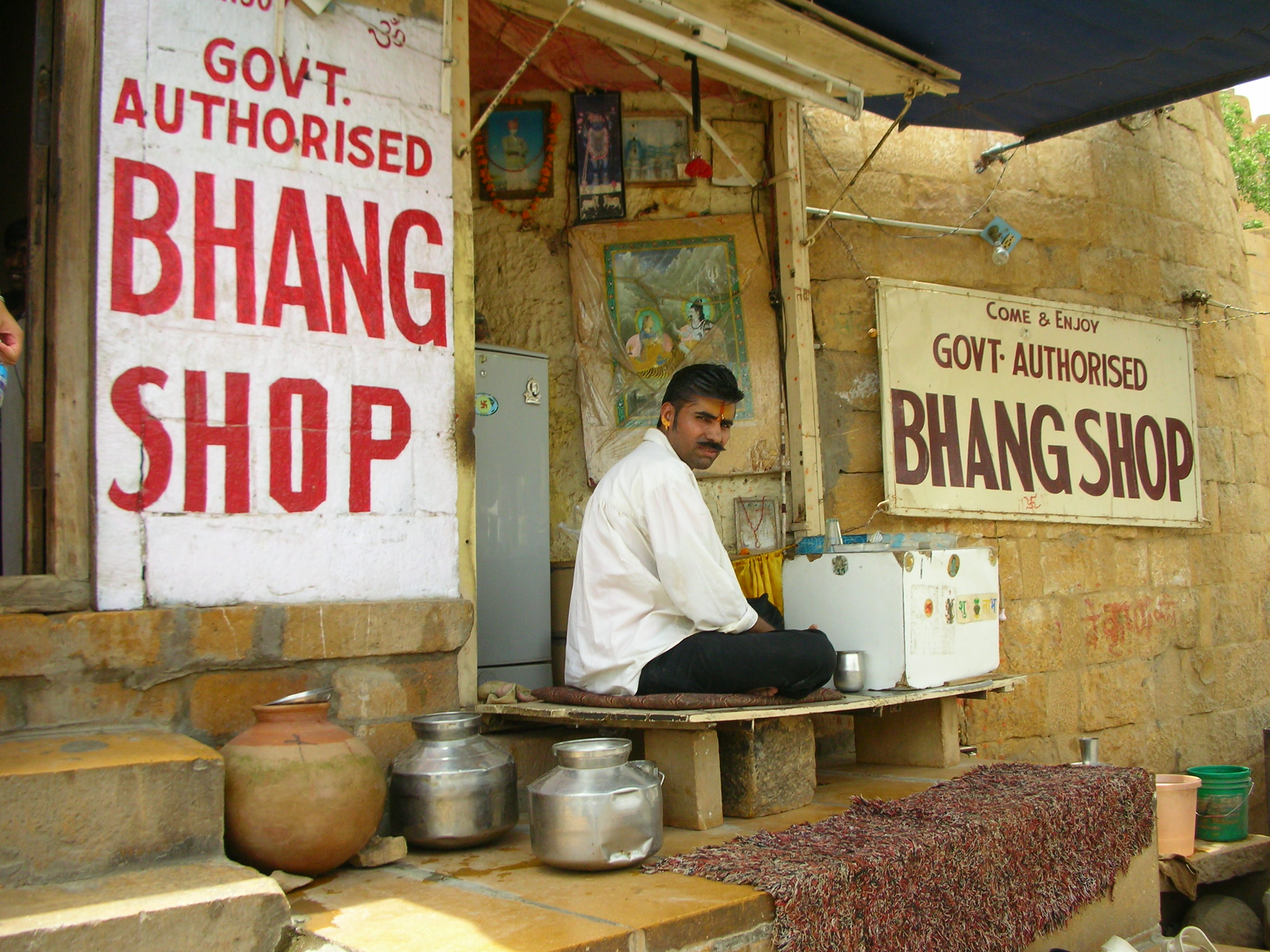
ガバメント・バングー・ショップ。ほとんどの州では政府の認定を受けたものだけがバングーの販売を許可されている。

イギリス植民地時代に大麻を違法化しようという試みがあり、1838年、1871年、1877年の3度にわたりに議題にあがっている。
1961年の国際条約、麻薬に関する単一条約では大麻はハード・ドラッグに分類された。この交渉の中でインド代表は、インドの社会的宗教的習慣から大麻の規制は承服できないとして反発した。妥協案として、インド政府はインド産の麻の輸出の制限を受け入れ、また条約の草案において「大麻（カンナビス）」について以下のように定義されることとなった。
したがってバングーは花冠を原料に使わない限りにおいては「大麻（カンナビス）」の定義からは外れることとなった。インドはこれによりホーリー祭における公然の大規模なバングー消費の習慣を続けることが許されることとなった。この条約は娯楽目的の使用に関してもインドに25年の猶予を与えた。インド政府は1985年に麻薬及び向精神薬に関する法律（NDPS）を施行している。このNDPSでも「大麻」の定義について麻薬に関する単一条約と同様の定義をしている。
麻薬及び向精神薬に関する法律（NDPS）では大麻の樹脂と花冠の販売と製造を禁止したが、葉と種子に関しては規制を設けずにこれらは州の判断にゆだねた。
2015年には大麻草を再び合法化しようという動きがあり、グレート・インディア・リガリゼィション・ムーヴメントという組織によりバンガロール、プネー、ムンバイ、デリーにて医療大麻に関する会議が開かれた。

### 地域による規制
麻薬及び向精神薬に関する法律（NDPS）はバングーの消費を認めているがそれぞれの州に州法の規定がある。。
アッサム州のみ1958年よりガンジャ、バングーの販売、購入、所有、消費を禁止している。
マハーラーシュトラ州では1949年よりバングー及びバングーを含む製品の製造、所有、消費には免許が発行されている。